# Umeå centralstation
63°49′48″N 20°16′01″Ø / 63.83°N 20.267°Ø
Umeå centralstation (svensk: Umeå centralstation eller svensk: Umeå C) er en jernbanestation i Umeå, ved Järnvägsallén i den nordlige del af Umeå centrum. Stationen er hovedbanegård i Umeå.
Stationen trafikeres af Norrtågs regionaltog samt fra og med september 2011 også SJ ABs nattog til og fra det sydlige Sverige. Stationen var den eneste til passagerertrafik i Umeå frem til Botniabanan blev indviet i sommeren 2010 hvor en ny station, Umeå östra station, blev taget i brug. Inden Botniabanan blev indviet vendte nattogene på Umeå centralstation men den er nu en gennemgangsstation. Tog fra syd ankommer via. den østlige stationen og går mod vest til Vännäs hvorefter de vender mod nord igen.

## Ombygning i 2010–2013
På grund af bygningen af Botniabanan blev Umeå centralstation ombygget og en ny gang- og cykeltunnel blev bygget, tilmed nye perroner (455 meter på stationssiden og 175 meter på Hagasiden), nye perronforbindelser og nye støjskærme. Arbejdet påbegyndtes i løbet af juli måned 2010 og i november 2012 blev sporarealet, perronerne og gang- og cykeltunnelen indviet. Ombygningen af Järnvägstorget og Bangatan bliver afsluttet i løbet af sommeren eller efteråret 2013.
Ombygningen af stationen var et resultat af forbindelsen med Botniabanan, men det var også på grund af flytningen af godsbanegården til industriområdet Västerslätt. Jernhusen sørgede da også for at renovere og ombygge stationsbygningen imens de andre byggerier fandt sted. Fra sommeren 2010 blev centralstationen lukket og al trafik passerede forbi til Umeå östra station, men den 15. august 2011 blev centralstationen genåbnet for persontrafik.

## Bygningen
Jernbanestationen, som blev tegnet af arkitekten Folke Zettervall, blev opført i 1895-96 inden der blev lagt jernbanespor fra Vännäs til Umeå, og bygningen blev placeret som en pendant til det dengang nyopførte Rådhus, i den sydlige ende af Rådhusesplanaden. Foran stationsbygningen blev Järnvägstorget udformet efter parisisk forbillede som en halv stjerneplads, med gader der stråler ud i flere retninger.
Stationshuset blev erklæret for byggnadsminne i 2001.

## Galleri
- Interiør efter renoveringen
- Perron med Norrtågs X62